# Ermonela Jaho
Ermonela Jaho (Tirana, 1974) è un soprano albanese.

## Biografia
Nata a Tirana nel 1974, Ermonela Jaho comincia a studiare canto all'età di sei anni e nel 1992 entrò all'Accademia delle Arti di Tirana, dove studiò per un anno. Dopo aver vinto una competizione organizzata da Katia Ricciarelli in Albania, nel 1993 la Jaho si trasferì in Italia, formandosi a Mantova e all'Accademia Nazionale di Santa Cecilia.
Particolarmente nota per la sua Violetta ne La Traviata, un ruolo con cui ha esordito a 17 anni a Tirana e che ha cantato alla Royal Opera House, al Metropolitan, alla Wiener Staatsoper, alla Berlin Staatsoper e all'Opéra municipal de Marseille, Jaho è un'apprezzata interprete del repertorio belcantistico e, soprattutto, dei ruoli di Anna Bolena e Maria Stuarda, anche se il suo repertorio si espande ai ruoli principali di Manon, Thais, Faust, Simon Boccanegra, Luisa Miller, Dialogues des Carmelites e Madama Butterfly.
Nel 2008 ha fatto il suo debutto alla Royal Opera House come Violetta ne La Traviata e da allora è tornata spesso a Covent Garden, dove ha cantato Magda ne La Rondine, l'eponima protagonista di Manon, Mimì ne La Bohème, Cio-Cio San in Madama Butterfly e Desdemona in Otello. Nel 2024 è stata Antonia 
nei Contes d' Hofmann accanto a  Juan Diego Flórez .Particolarmente apprezzata fu la sua Suor Angelica nel Trittico di Puccini nel 2011, per cui vinse il Gramophone Classical Music Awards.
Nel 2011 ha cantato ancora Violetta all'Arena di Verona per la regia di Hugo De Ana, in una messa in scena preservata su DVD. L'anno successivo ha fatto il suo debutto al Teatro alla Scala come protagonista nella Manon Lescaut.
Nel 2016 ha cantato Desdemona al Teatro Real del Madrid e Les contes d'Hoffmann all'Opéra National de Paris. Nello stesso anno ha vinto nuovamente l'International Opera Award.
Nel 2017 è Violetta alla Sydney Opera House, Cio-Cio San al Covent Garden, Madrid, Metropolitan e Washington National Opera. 
Nel 2018 torna a cantare Suor Angelica a Monaco e Thais a Pechino, oltre a riprendere Antonia ne Les Contes d'Hoffmann ad Amsterdam.
Nel 2019 è ancora una volta Violetta a Berlino, Cio-Cio San a Monaco, Suor Angelica a Monaco, Anna Bolena alla Sydney Opera House, Liù nella Turandot a Barcellona, e fa il suo debutto come Desdemona nell'Otello alla Royal Opera House.

## Repertorio
| Ruolo                | Titolo                   | Autore      |
| -------------------- | ------------------------ | ----------- |
| Giulietta Capuleti   | I Capuleti e i Montecchi | Bellini     |
| Amina                | La sonnambula            | Bellini     |
| Micaëla              | Carmen                   | Bizet       |
| Margherita           | Mefistofele              | Boito       |
| Argene               | L'Olimpiade              | Cimarosa    |
| Anna Bolena          | Anna Bolena              | Donizetti   |
| Adina                | L'elisir d'amore         | Donizetti   |
| Maria Stuarda        | Maria Stuarda            | Donizetti   |
| Norina               | Don Pasquale             | Donizetti   |
| Marguerite           | Faust                    | Gounod      |
| Mireille             | Mireille                 | Gounod      |
| Armida               | Rinaldo                  | Händel      |
| Laodice              | Siroe                    | Händel      |
| Zazà                 | Zazà                     | Leoncavallo |
| Manon                | Manon                    | Massenet    |
| Thaïs                | Thaïs                    | Massenet    |
| Irène                | Sapho                    | Massenet    |
| Valentine            | Les Huguenots            | Meyerbeer   |
| Susanna              | Le nozze di Figaro       | Mozart      |
| Antonia              | Les Contes d'Hoffmann    | Offenbach   |
| Blanche de la Force  | Dialogues des Carmélites | Poulenc     |
| Anna                 | Le Villi                 | Puccini     |
| Manon Lescaut        | Manon Lescaut            | Puccini     |
| Mimì                 | La bohème                | Puccini     |
| Cio-Cio-San          | Madama Butterfly         | Puccini     |
| Magda De Civry       | La rondine               | Puccini     |
| Suor Angelica        | Suor Angelica            | Puccini     |
| Liù                  | Turandot                 | Puccini     |
| Semiramide           | Semiramide               | Rossini     |
| Mathilde             | Guillaume Tell           | Rossini     |
| Julia                | La Vestale               | Spontini    |
| Luisa Miller         | Luisa Miller             | Verdi       |
| Violetta Valery      | La traviata              | Verdi       |
| Amelia Grimaldi      | Simon Boccanegra         | Verdi       |
| Elisabetta di Valois | Don Carlo                | Verdi       |
| Desdemona            | Otello                   | Verdi       |

## DVD parziale
- Verdi: La Traviata, Arena di Verona 2011, Francesco Demuro, Ermonela Jaho, Vladimir Stoyanov.
- Puccini: Trittico, Royal Opera House, 2011, Francesco Demuro, Elena Zilio
- Puccini: Madama Butterfly, Royal Opera House, 2018, Ermonela Jaho, Marcelo Puente.